# Талалі
Талалі (рос. Талали) — село у Свободненському районі Амурської області Російської Федерації. Розташоване на території українського історичного та етнічного краю Зелений Клин.
Входить до складу муніципального утворення Климоуцівська сільрада. Населення становить 250 осіб (2018).

## Історія
4 січня 1926 року відповідно до Декрету ВЦВК РРФСР село увійшло до складу Свободненського району Амурського округу Далекосхідного краю. З 20 жовтня 1932 року входить до складу новоутвореної Амурської області.
З 1 січня 2006 року органом місцевого самоврядкування є Климоуцівська сільрада.

## Населення
| 2002 | 2010 | 2012 | 2013 | 2014 | 2015 | 2016 |
| ---- | ---- | ---- | ---- | ---- | ---- | ---- |
| 369  | ↘304 | ↗306 | ↘290 | ↗294 | ↗295 | ↘280 |
| 2017 | 2018 |      |      |      |      |      |
| ↘256 | ↘250 |      |      |      |      |      |